# Erhard Lucas
Erhard Lucas-Busemann (* März 1937 in Arnswalde, Neumark; † 15. März 1993 in Oldenburg) war ein deutscher Historiker. Er beschäftigte sich insbesondere mit der Arbeiterbewegung in der Zeit zwischen dem Ersten Weltkrieg und dem Beginn der nationalsozialistischen Herrschaft.

## Leben
Erhard Lucas studierte von 1955 bis 1961 evangelische Theologie und Philosophie an der Kirchlichen Hochschule Bethel, in Tübingen, Berlin, Heidelberg und Münster. Von 1961 bis 1968 schloss sich ein Studium der Wirtschaftswissenschaften und der Neueren Geschichte in Freiburg im Breisgau an. In dieser Zeit war er Mitglied des Freiburger Sozialistischen Deutschen Studentenbundes (SDS). Lucas promovierte 1972 und habilitierte sich 1976 in Marburg. 1973/1974 hatte er einen Lehrauftrag in Konstanz inne. Danach wurde er Professor für die Sozialgeschichte der Neuzeit an der Carl von Ossietzky Universität Oldenburg.

## Werk
Lucas veröffentlichte historische Untersuchungen zur Revolution von 1918/19 in Frankfurt am Main und zur Arbeiterradikalität in der Weimarer Republik allgemein. Sein Hauptwerk behandelt die Märzrevolution im Ruhrgebiet im Jahre 1920. Dabei ging er von einem „linken Erkenntnisinteresse“ aus. Seine parteiliche Haltung sicherte er indes wissenschaftlich ab. Dazu wertete er die Quellen in den Stadt- und Staatsarchiven des Ruhrgebiets und des Rheinlandes aus. Besonderes Augenmerk legte Lucas auf die sozialen Spannungen in der Region und das Militärregime des General Oskar von Watter.
In seinem Buch Zwei Formen von Radikalismus in der deutschen Arbeiterbewegung von 1976 schlug er mit einer vergleichenden Untersuchung der Entwicklung der radikalen Arbeiterbewegung in Hamborn und Remscheid einen damals methodisch neuen Weg ein. Dabei wurden die Gemeinsamkeiten und Unterschiede der syndikalistischen Entwicklung in Hamborn und der eher kommunistischen Tendenz in Remscheid vor dem Hintergrund der jeweiligen sozialen Strukturen deutlich. Er ließ sich von dem in Italien entwickelten operaistischen, erstmal für den historischen Arbeiterradikalismus in Deutschland von Karl Heinz Roth angewandten Theorieansatz leiten. In den revolutionären Streikbewegungen der Bergarbeiter des Ruhrgebiets erkannte Lucas Parallelen zu den gewaltförmigen Protesten der autonomistischen Jungarbeiter im damaligen Norditalien. Er geht von der Theorie aus, dass Streiks nicht in den Betrieben, sondern in den Wohnungen der Arbeiter am Küchentisch entschieden werden.
In seinem eher essayistisch angelegten Buch Vom Scheitern der deutschen Arbeiterbewegung von 1983 versuchte er, ausgehend von einem biographischen Ansatz, der Frage nachzugehen, weshalb die deutsche Arbeiterbewegung 1933 weitgehend kampflos unterging und warum die Niederlagen der Arbeiterbewegung von ihren überlebenden Akteuren kaum reflektiert wurden. Er beschrieb dabei die praktische Verengung der Arbeiterbewegung auf eine männerorientierte, außerhäusige Organisation basierend auf einer ideellen Ausrichtung auf ein vulgärmaterialistisches Evolutionsdenken. Der Zerschlagung der Organisationen 1933 und der Erfahrung der Niederlage im Ruhrgebiet bereits 1920 habe eine so geartete Bewegung – im Gegensatz etwa zur Volksreligion – keine angemessene Sinnperspektive entgegenstellen können. Er ging davon aus, dass die Arbeiterbewegung verloren hatte, noch ehe der organisierte Widerstand endgültig zerschlagen worden war.
Sein Nachlass befindet sich beim Stadt- und Vestischen Archiv in Recklinghausen.

## Schriften
- Frankfurt unter der Herrschaft des Arbeiter- und Soldatenrats 1918/19. Verlag Neue Kritik, Frankfurt am Main 1969.
- Die Sozialdemokratie in Bremen während des Ersten Weltkrieges (= Bremer Veröffentlichungen zur Zeitgeschichte, Heft 3). C. Schünemann, Bremen 1969.
- Märzrevolution im Ruhrgebiet.
  - Bd. 1: Vom Generalstreik gegen den Militärputsch zum bewaffneten Arbeiteraufstand, März bis April 1920. März Verlag, Frankfurt am Main 1970; 2., ergänzte Aufl.: Stroemfeld, Frankfurt am Main 1985, ISBN 3-87877-075-8.
  - Bd. 2: Der bewaffnete Arbeiteraufstand im Ruhrgebiet in seiner inneren Struktur und in seinem Verhältnis zu den Klassenkämpfen in den verschiedenen Regionen des Reiches. Verlag Roter Stern, Frankfurt am Main 1973; 2., verbesserte Aufl. 1983, ISBN 3-87877-064-2.
  - Bd. 3: Verhandlungsversuche und deren Scheitern. Gegenstrategien von Regierung und Militär. Die Niederlage. Der weiße Terror. Verlag Roter Stern, Frankfurt am Main 1978, ISBN 3-87877-085-5.
- Ursachen und Verlauf der Bergarbeiterbewegung in Hamborn und im westlichen Ruhrgebiet 1918/19. Zum Syndikalismus der Novemberrevolution. In: Duisburger Forschungen, Band 15 (1971), S. 1–119.
- Zwei Formen von Radikalismus in der deutschen Arbeiterbewegung. Verlag Roter Stern, Frankfurt am Main 1976.
- Vom Scheitern der deutschen Arbeiterbewegung. Stroemfeld, Basel / Roter Stern, Frankfurt am Main 1983, ISBN 3-87877-200-9.
- mit Ludger Fittkau, Angelika Schlüter: Ruhrkampf 1920: Die vergessene Revolution: Ein politischer Reiseführer. Klartext, Essen 1990, ISBN 3-88474-347-3.
- „Klein-Warschau“ – Die Polen in Bottrop im Ruhrgebiet und der Sieg der polnischen Kandidaten in der Kommunalwahl von 1913. In: Vestische Zeitschrift, Bd. 88–89 (1989–1990), S. 241–256.
- Blockierte Demokratisierung. Die Revolutionszeit 1918/19 in Dorsten, Hervest und Holsterhausen. In: Vestische Zeitschrift, Bd. 90–91 (1991–1992), S. 177–230.